# فرودگاه شهدای بجنورد
فرودگاه شهدای بجنورد (یاتا:BJB و ایکائو:OIMN) فرودگاهی در شهر بجنورد، مرکز استان خراسان شمالی است. باند این فرودگاه با طول ۴٬۵۷۰ متر و عرض ۴۵ متر یکی از طولانی‌ترین باندهای فرود کشور است. هم‌اکنون سه شرکت هواپیمایی ایران ایر، یزد ایر و آسمان به مقصد تهران و بالعکس در این فرودگاه پرواز دارند بطوریکه در تمام روزهای هفته حداقل یک پرواز تهران به بجنورد و بالعکس وجود دارد. هواپیمای ایران ایر از نوع ATR، ماهان از نوع BAe 146-300 و آسمان از نوع Fokker100 است.
پس از تشکیل استان خراسان شمالی در سال ۱۳۸۳ به مرکزیت بجنورد شاخصهای پروازی فرودگاه مانند تعداد روزهای پرواز، تعداد پروازها و تعداد مسافر رشد قابل توجهی داشته‌است. ترمینال جدید فرودگاه بجنورد به مساحت ۴۶۰۰ مترمربع در سال ۹۸ مورد بهره‌برداری قرار گرفت و جایگزین ترمینال مسافری قدیم به مساحت ۱۷۰۰متر مربع شد. فرودگاه بجنورد با وسعت کنونی ۲۸۶ هکتار در مجاورت شمال غربی شهر بجنورد مرکز استان خراسان شمالی واقع شده‌است.
این فرودگاه از حدود سال ۱۳۲۷ دارای تأسیسات مختصری بوده و برای اهداف سم پاشی مورد استفاده قرار می‌گرفته‌است. در سال ۱۳۶۷ این فرودگاه مجدداً طراحی شد و در سال ۱۳۷۱ عملیات اجرایی آن آغاز و در سال ۱۳۷۵ به بهره‌برداری رسید. فرودگاه بجنورد از زمان بهره‌برداری تا سال ۱۳۸۴ فرودگاه اقماری فرودگاه بین‌المللی شهید هاشمی نژاد مشهد محسوب می‌شد، اما در سال ۱۳۸۵ به عنوان یک فرودگاه مستقل معرفی گردید. پس از سال ۱۳۸۳ و با توجه به تشکیل استان خراسان شمالی به مرکزیت بجنورد شاخصهای پروازی فرودگاه مانند تعداد روزهای پرواز، تعداد پروازها و تعداد مسافر رشد قابل توجهی داشته‌است.
سیستم کمک ناوبری ILS توسط شرکت فرودگاه‌های کشور در سال ۱۳۹۴ برای این فرودگاه جهت بهبود ایمنی پرواز خریداری شد.
در سال ۲۰۱۶ میلادی ۵۷۹ نشست و برخاست هواپیما در این فرودگاه انجام شد و ۳۹٬۳۸۲ نفر مسافر و ۲۱۴٬۶۸۰ کیلوگرم بار از طریق آن جابجا شدند.

## شرکت‌های هواپیمایی و مقصدهای پروازی
| شرکت‌های هواپیمایی   | مقصدهای پروازی  |
| ------------------- | --------------- |
| هواپیمایی ایران ایر | تهران فصلی: نجف |
| هواپیمایی یزد ایر   | تهران           |
| هواپیمایی آسمان     | تهران           |